# Casa consistorial de Zufre
La casa consistorial de Zufre es un edificio histórico situado en el municipio español de Zufre, en la provincia de Huelva, comunidad autónoma de Andalucía. Levantado en el siglo XVI, es de estilo renacentista. Sus instalaciones acogen la sede principal del Ayuntamiento de Zufre.

## Características
No se han conservado datos históricos sobre la construcción de la casa consistorial, por lo que existe un gran desconocimiento histórico-artístico sobre la misma. Se ha llegado a atribuir la construcción del edificio al arquitecto Hernán Ruiz II, fechándose hacia 1570. El estilo arquitectónico del edificio corresponde a la fase clásica del renacimiento español, si bien este presenta rasgos estilísticos desvinculados del gótico y tendentes a un purismo arquitectónico mediante líneas rectas y formas geométricas perfectas.